# Sachi Hayasaka
Sachi Hayasaka  (jap. 早坂 沙知, Hayasaka Sachi; * 26. Februar 1960 in der Präfektur Tokio) ist eine japanische Jazzmusikerin (Alt- und Sopransaxophon).
Sachi Hayasaka hatte ab dem Alter von fünf Jahren zunächst Klavierunterricht, bevor sie als Jugendliche begann, Altsaxophon im Blasorchester der Schule zu spielen. Sie studierte Jazz und klassisches Saxophonspiel an der Tamagawa University, trat in Yosuke Yamashitas Panja Swing Orchestra auf und 1983 mit Yoshiaki Fujikawa. In den 1990er-Jahren arbeitete Hayasaka mit ihrer Band Stir Up! (u. a. mit Toshiki Nagata, Kenichi Tsunoda, Tomohiro Yahiro, Yosuke Yamashita, Tatsuya Sato), mit der sie drei Alben vorlegte, darunter 2.26, das bei Enja erschien. 2003 veröffentlichte sie ihr Album Minga mit eigenen Kompositionen auf Tzadik. Ferner spielte sie noch mit Satoko Fujii und Yuriko Mukojima.

## Lexikalischer Eintrag
- Grove Music Online – The New Grove Dictionary of Jazz, 2003, ISBN 978-1-56159-263-0.